# Luigi Carpentieri
Luigi Carpentieri, né le 14 décembre 1920 à Rome (Latium) et mort le 12 mai 1987 en Italie, est un producteur de cinéma et réalisateur italien.

## Biographie
Il a commencé à travailler dans le cinéma en tant qu'assistant réalisateur avec Carlo Ludovico Bragaglia à Cinecittà en 1939. En tant que réalisateur, il a travaillé sur le film La Madone d'or en 1949, en collaboration avec le réalisateur Ladislas Vajda. En 1950, il fonde avec Ermanno Donati (it) la société Athena Cinematografica, qui prendra plus tard le nom de Panda. Il remporte le prix David di Donatello du meilleur producteur et le Ruban d'argent du meilleur producteur avec La Mafia fait la loi (1968 - 1969).

## Filmographie

### Réalisateur
- 1949 : La Madone d'or (La madonnina d'oro), coréalisé avec Ladislas Vajda

### Producteur
- 1950 : Acte d'accusation (Atto d'accusa) de Giacomo Gentilomo
- 1951 : La Vengeance du corsaire (La vendetta del corsaro) de Primo Zeglio
- 1952 : Les Chemises rouges (Camicie Rosse) de Francesco Rosi et Goffredo Alessandrini
- 1952 : L'Ennemie (La nemica) de Giorgio Bianchi
- 1953 : Une fille formidable (Ci troviamo in galleria) de Mauro Bolognini
- 1953 : Le Capitaine fantastique (Capitan Fantasma) de Primo Zeglio
- 1953 : Canzoni a due voci (it) de Gianni Vernuccio
- 1953 : Les Passionnés (Canzone appassionata) de Giorgio Simonelli
- 1955 : Prisonniers du mal (Prigionieri del male) de Mario Costa
- 1955 : La Veine d'or (La vena d'oro) de Mauro Bolognini
- 1956 : Totò quitte ou double (Totò lascia o raddoppia?) de Camillo Mastrocinque
- 1958 : Domenica è sempre domenica de Camillo Mastrocinque
- 1959 : Brèves Amours (Vacanze d'inverno) de Camillo Mastrocinque
- 1959 : Le Fils du corsaire rouge (Il figlio del corsaro rosso ) de Primo Zeglio
- 1960 : Nous les durs ! (Noi duri) de Camillo Mastrocinque
- 1960 : Incorrigibles Parents (Genitori in blue-jeans) de Camillo Mastrocinque
- 1960 : Le Géant de la vallée des rois (Maciste nella valle dei re) de Carlo Campogalliani
- 1961 : Maciste contre le Cyclope (Maciste nella terra dei ciclopi) d'Antonio Leonviola
- 1961 : L'Esclave du pharaon (Giuseppe venduto dai fratelli) d'Irving Rapper et Luciano Ricci
- 1961 : Le Géant à la cour de Kublai Khan (Maciste alla corte del Gran Khan) de Riccardo Freda
- 1962 : Maciste en enfer (Maciste all'inferno) de Riccardo Freda
- 1962 : Les Faux Jetons (Le massaggiatrici) de Lucio Fulci
- 1962 : Marco Polo (L'avventura di un italiano in Cina) de Piero Pierotti et Hugo Fregonese
- 1962 : L'Effroyable Secret du docteur Hichcock (L'orribile segreto del Dr. Hichcock) de Riccardo Freda
- 1963 : Le Spectre du professeur Hichcock (Lo spettro) de Riccardo Freda
- 1964 : Le Pont des soupirs (Il ponte dei sospiri) de Carlo Campogalliani et Piero Pierotti
- 1964 : Maciste dans les mines du roi Salomon (Maciste nelle miniere di re Salomone) de Piero Regnoli
- 1964 : L'idea fissa, segment L'ultima carta e Basta un attimo de Mino Guerrini et Gianni Puccini
- 1965 : L'Aigle de Florence (Il magnifico avventuriero) de Riccardo Freda
- 1965 : Su e giù, segment Questione di principio de Mino Guerrini
- 1965 : James Tont operazione U.N.O. de Bruno Corbucci et Giovanni Grimaldi
- 1965 : James Tont operazione D.U.E. de Bruno Corbucci
- 1966 : Le Froid Baiser de la mort (Il terzo occhio) de Mino Guerrini
- 1966 : Navajo Joe de Sergio Corbucci
- 1966 : Du sang dans la montagne (Un fiume di dollari) de Carlo Lizzani
- 1967 : Mission T.S. (Matchless) d'Alberto Lattuada
- 1967 : En cinquième vitesse (Col cuore in gola) de Tinto Brass
- 1967 : La Mafia fait la loi (Il giorno della civetta) de Damiano Damiani
- 1973 : La coppia (it) d'Enzo Siciliano